# Körök (film)
A Körök (eredeti cím: Rings) 2017-ben bemutatott amerikai természetfeletti horrorfilm, melynek rendezője F. Javier Gutiérrez, forgatókönyvírója David Loucka, Jacob Aaron Estes és Akiva Goldsman. A főszerepben Matilda Lutz, Alex Roe, Johnny Galecki, Vincent D’Onofrio, Aimee Teegarden és Bonnie Morgan látható. Ez a harmadik rész a Kör filmsorozatból. A film tizenhárom évvel a 2002-es alkotás eseményeit követően zajlik le.
Az Amerikai Egyesült Államokban 2017. február 3-án mutatták be, Magyarországon egy nappal hamarabb feliratosan, február 2-án az UIP-Dunafilm forgalmazásában.
A film forgatását 2015. március 26-án kezdték Atlantában, és 2015. május 31-én fejezték be. A projekt kritikai szempontból nagyrészt negatív visszajelzéseket kapott az értékelőktől. A Metacritic oldalán a film értékelése 25% a 100-ból, ami 23 véleményen alapul. A Rotten Tomatoeson a Körök 7%-os minősítést kapott, 97 értékelés alapján. 
A film középpontjában egy fiatal nő és barátja áll, akik egy elátkozott videófelvétel megnézését követően, hét napjuk lesz hátra az életükből. Ahhoz, hogy véget vessenek az átoknak, rá kell jönniük Samara Morgan rejtélyes múltbéli titkaira.

## Cselekménye
|  | Alább a cselekmény részletei következnek! |

Seattle – 2013-ban járunk. Egy repülőgépen, Carter elmondja Faithnek, hogy megnézte Samara Morganről az elátkozott videófelvételt. Továbbá egy másik utas, egy Kelly nevű lány is elárulja neki, hogy már ő is látta a felvételt. Megkérdezik Cartert, hogy készített-e másolatot a kazettáról, majd ahogy megtudja hogy nem, a repülőgép rögtön üzemzavarossá válik. Ekkor Samara megjelenik, megközelíti Kellyt és Cartert, utána a halálukat követően nem sokkal a repülőgép lezuhan.
Két évvel később, egy főiskolai professzor, Gabriel Brown (Johnny Galecki) vásárol az egyik üzletben egy régi videólejátszót, ami korábban Carter tulajdonában volt, és felfedezi a benne lévő kazettát. Máshol Julia (Matilda Lutz) és a barátja, Holt (Alex Roe) látható; a lány elindul a főiskolára, de aggodalomra ad okot a fiúnak, amikor elköszönnek. A fiú hamarosan nem jelentkezik. Julia arra törekszik, hogy megtalálja őt, amikor egy pánikba esett lány, Skye kapcsolatba lép vele és Holt felől érdeklődik. Julia találkozik Gabriellel, és egy olyan embercsoporttal is, akiket úgy nevezik magukat, hogy "a hetek"; ők részt vesznek egy olyan elátkozott videó kísérletben, amelyet végig kell nézni és felvenni magukat, mielőtt az átmásolt feladatot egy másik személynek adnák át.
Julia az egyik helyi bárban felismeri Skye Johnstont, aki elviszi a lakásába, hogy megnézze a videót, de Holt figyelmezteti, hogy ne tegye. Julia bezárja magát a fürdőszobába, amikor Samara megöli Skye-t, mivel a hét nap letelt. Holt elmondja, hogy ő is megnézte a felvételt, és már csak 12 órája maradt hátra. Skye holttestéről felkerül egy kép a netre, így Holtnak nem marad senki, aki megnézze a másolatot, miután az összes résztvevő kiszállt. Julia nem hajlandó annyiba hagyni Holt halálát, ezért ő nézi meg a videót, és amikor felveszi utána a telefont, meglát (látomásszerűen) egy ajtót. Ekkor a telefon egy sebet éget a tenyerébe. Gabriel észreveszi, hogy Julia felvétele nem lemásolható, és a szokásosnál hosszabb. Meglátják az extra felvételeket a szalagon, majd Julia megnézi a nem látott tartalmakat, amely egy titokzatos nővel rendelkezik: Ekkor jön rá, hogy meg kell találni Samara földi maradványait és el kell égetni.
Gabriel elküldi őket a Sacrament-völgybe, ahol Samara megfelelő eltemetést kapott, miután a Moesko-sziget lakói nem voltak hajlandók elfogadni a maradványokat. Rájönnek, hogy a Julia kezén lévő seb Braille-írás, aminek lefordítása figyelmeztetné őket. Julia és Holt egy jel nélküli sírt találnak, de amikor betörik, üresnek látják. A helyszínen felbukkan a gondnok a kutyájával és elvezeti őket egy vak ember otthonához, aki Galen Burkenek (Vincent D’Onofrio) nevezi magát, és azt állítja, hogy Samara testét elvitte a helyi pap, de egy hirtelen jött árvíz miatt egy tömegsírban temették el a városon kívül.
Útközben, Juliát és Holtot leállítják egy autóbaleset miatt, és megtudják, hogy a vezetőülés mögött Gabriel volt. A haldokló Gabriel megpróbálja figyelmeztetni Juliát a tenyerén lévő veszélyes jelről, de egy villámcsapást követően egy oszlop rádől a felborult autóra, és áramütésben meghal a férfi. Ahogy megtudják, hogy Samara szülőanyja nem más mint Evelyn, Julia és Holt azonnal visszatérnek a városba. A nő elmegy a templomba, és felfedez egy rejtett kamrát a harangtorony alatt, majd bebizonyosodik, hogy Evelynt fogságban tartották, miközben terhes volt; fogva tartotta a pap a megerőszakolását követően, és a terhességi ideje alatt nyolc hónapig eltűntnek nyilvánította a rendőrség.
Julia meglátogatja Burke-t, és elmagyarázza neki a történt tapasztalatait. A vak férfi egyszer csak megtámadja őt, és próbálja megakadályozni, hogy elmeneküljön a házából, feltárva, hogy nem csak ő maga a pap, emellett Samara biológiai édesapja is. Juliának végül sikerül lelöki a lépcsőről, átmenetileg megakadályozva. Holt siet Burke házához, ahol a férfi leüti őt hátulról. Julia elbújik a ház egyik szobájába, ahol felfedezi az egyik fal mögött Samara csontvázát. Burke megjelenik, és megpróbálja halálra fojtani őt, hogy megakadályozza a lánya maradványainak kivételét a falból, mert szerinte felszabadítana egy kimondhatatlan gonoszt a világra. Julia azt is megtudja a vak öregembertől, hogy ő volt a tizenkettedik személy, aki megpróbálta a maradványt megsemmisíteni; Burke mind a tizenegy embert megölte. Hirtelen egy kabóca-raj repül be az ablakon, és ellepik Julia telefonját, ezzel Samarát a világra szabadítva. Samara megszünteti Burke vakságát, és azonnal megöli őt. Holt visszanyeri az eszméletét és Julia segítségére siet. Azon az estén, ő és Julia elégetik Samara csontvázát, hogy megpróbálják megnyugtatni a lelkét egyszer és mindenkorra, utána hazamennek.
Míg Julia a zuhany alatt tartózkodik, Holt addig meghallgatja Gabriel korábbi hangpostáját, aki figyelmeztette őket a lány tenyerén lévő Braille-írásról. Holt lefordítja; felfedezve a jelentését, hogy – "újjászületés". A fürdőszobában Julia bőre elkezd hámlani, és szürke, eres bőr látható alatta. Elkezd öklendezni és a szájából fekete hosszú hajcsomó jön ki, amelyből egy kabóca születik. Közben Holt az elátkozott videó példányát véletlenül elküldi minden tag számára a kapcsolattartó listán, ami vírusossá válik, annak ellenére, hogy a férfi hiábavalóan próbálkozott a számítógép kikapcsolásával. A film legvégén Julia letörli a párától elhomályosodott tükröt, és Samara arcát látja a sajátja helyett, ezzel sikeresen újjászületett.  
|  | Itt a vége a cselekmény részletezésének! |

## Szereposztás
| Szerep        | Színész             | Magyar hang     |
| ------------- | ------------------- | --------------- |
| Julia         | Matilda Lutz        | Ágoston Katalin |
| Holt Anthony  | Alex Roe            | Ágoston Péter   |
| Gabriel Brown | Johnny Galecki      | Gémes Antos     |
| Galen Burke   | Vincent D’Onofrio   | Törköly Levente |
| Samara Morgan | Bonnie Morgan       | Nem szólal meg  |
| Skye Johnston | Aimee Teegarden     | Dobó Enikő      |
| Karen Styx    | Jill Jane Clements  | Molnár Zsuzsa   |
| Carter        | Zach Roerig         | Baráth István   |
| Faith         | Laura Slade Wiggins | Tamási Nikolett |
| Kelly         | Lizzie Brocheré     | Rusznák Adrienn |

További magyar hangok: Kis-Kovács Luca, Kapácsy Miklós, Király Adrián
 Kőszegi Mária, Jakab Márk, Kanalas Dániel, Fehérváry Márton, Homonnai Kata